# Синьолик медосмукач
Синьолик медосмукач (Entomyzon cyanotis), наричан също синьоух медосмукач, е вид птица от семейство Meliphagidae, единствен представител на род Entomyzon.

## Разпространение
Видът е разпространен в Австралия.